# Москаленко, Николай Андреевич
Николай Андреевич Москаленко (27.12.1934 — 18.07.2011) — советский партийный и государственный деятель.

## Биография
Родился 27 декабря 1934 года в с. Чапаевка Кегичёвского района Харьковской области.
Окончил Харьковский автомобильно-дорожный институт (1958).
1958—1966 — механик участка, главный механик и главный энергетик треста «Долинанефтегазстрой» (Ивано-Франковск); с 1967 года главный механик треста «Нефтеюганскгазстрой».
С 1969 года на партийной и государственной работе:
- 1969—1971 второй секретарь Нефтеюганского горкома КПСС,
- 1971—1972 председатель Нефтеюганского горисполкома,
- 1972—1975 учёба в Высшей партийной школе при ЦК КПСС,
- 1975—1980 председатель Нижневартовского горисполкома,
- 1980—1982 второй секретарь Ханты-Мансийского окружкома партии,
- 1982 — декабрь 1984 первый секретарь Ноябрьского горкома КПСС,
- 1984—1991 заместитель председателя Тюменского облисполкома.

С января 1992 года на пенсии. В 1994—1998 гг. коммерческий директор ЗАО «Диорит». С 1998 г. помощник депутата Тюменской областной Думы по округу № 4.
Почётный работник топливно-энергетического комплекса РФ. Награждён орденом «Знак Почёта» (1971) и медалью «За освоение недр и развитие газового комплекса Западной Сибири» (1979). Почётный гражданин города Ноябрьск.
Умер 18.07.2011 в Тюмени.